# Чемпионат мира по спортивному ориентированию 2007
Чемпионат мира по спортивному ориентированию 2007 года (англ. World Orienteering Championships 2007) — 24-й чемпионат мира, который проходил с 18 по 26 августа 2007 года в городе Киев,Украина. Медали разыгрались в четырех дисциплинах (спринт, лонг (длинная дистанция), миддл (средняя дистанция), эстафета).

## Программа соревнований
| 18.08.2007 | Суббота     | Спринт квалификация            | Голосеево                                         |
| 19.08.2007 | Воскресенье | Длинная дистанция квалификация | Подгорницы                                        |
| 20.08.2007 | Понедельник | Средняя дистанция квалификация | Бортничи                                          |
| 21.08.2007 | Вторник     | Церемония открытия             | Киев Центральный парк                             |
| 22.08.2007 | Среда       | Средняя дистанция финал        | Бортничи                                          |
| 23.08.2007 | Четверг     | Длинная дистанция финал        | Голосеевский национальный авиационный университет |
| 24.08.2007 | Пятница     | День отдыха                    |                                                   |
| 25.08.2007 | Суббота     | Эстафета                       | Голосеево                                         |
| 26.08.2007 | Воскресенье | Спринт финал                   | Ботанический сад                                  |
| 08.08.2007 | Воскресенье | Церемония закрытия             | Военный мемориальный музей                        |

## Страны участницы
- Австралия
- Австрия
- Беларусь
- Бельгия
- Болгария
- Великобритания
- Венгрия
- Германия
- Гонконг
- Дания
- Израиль
- Ирландия
- Испания
- Италия
- Казахстан
- Канада
- Китайский Тайбэй
- Китай
- Латвия
- Литва
- Молдова
- Нидерланды
- Новая Зеландия
- Норвегия
- Польша
- Португалия
- Россия
- Румыния
- Сербия
- Словакия
- Словения
- США
- Турция
- Украина
- Финляндия
- Франция
- Чехия
- Чили
- Швейцария
- Швеция
- Эстония
- ЮАР
- Япония

## Результаты

#### Мужчины
| Дата       | Золото       | Серебро       | Бронза           | Дисциплина        |
| ---------- | ------------ | ------------- | ---------------- | ----------------- |
| 02.08.2007 | Тьерри Жоржу | Теро Фор      | Валентин Новиков | Средняя дистанция |
| 23.08.2007 | Матиас Мерц  | Андрей Храмов | Андерс Нордберг  | Длинная дистанция |
| 26.08.2007 | Тьерри Жоржу | Матиас Мерц   | Мартин Йоханссон | Спринт            |

#### Женщины
| Дата       | Золото        | Серебро      | Бронза            | Дисциплина        |
| ---------- | ------------- | ------------ | ----------------- | ----------------- |
| 22.08.2007 | Симона Ниггли | Хели Юккола  | Марианна Андерсен | Средняя дистанция |
| 23.08.2007 | Минна Кауппи  | Хели Юккола  | Симона Ниггли     | Длинная дистанция |
| 26.08.2007 | Симона Ниггли | Минна Кауппи | Лена Элиассон     | Спринт            |

#### Эстафеты
| Дата       | Золото                                                       | Серебро                                                     | Бронза                                                                           | Дисциплина         |
| ---------- | ------------------------------------------------------------ | ----------------------------------------------------------- | -------------------------------------------------------------------------------- | ------------------ |
| 25.08.2007 | Россия 1. Роман Ефимов 2. Андрей Храмов 3. Валентин Новиков  | Швеция 1. Питер Оберг 2. Дэвид Андерссон 3.Эмиль Вингстедт  | Финляндия 1. Матс Халдин 2. Паси Иконен 3. Теро Фор                              | Эстафета (мужчины) |
| 25.08.2007 | Финляндия 1. Паула Хаапакоски 2. Хели Юккола 3. Минна Кауппи | Швеция 1. Анника Биллстам 2. Эмма Энгстранд 3.Хелена Янссон | Норвегия 1. Ингунн Халтгрин Вельциен 2. Марианна Андерсен 3. Энн Маргрет Хаускен | Эстафета (женщины) |

## Медальный зачет
| Место | Страна    | Золото | Серебро | Бронза | Всего |
| ----- | --------- | ------ | ------- | ------ | ----- |
| 1     | Швейцария | 3      | 1       | 1      | 5     |
| 2     | Финляндия | 2      | 4       | 1      | 7     |
| 3     | Франция   | 2      | 0       | 0      | 2     |
| 4     | Россия    | 1      | 1       | 1      | 3     |
| 5     | Швеция    | 0      | 2       | 2      | 4     |
| 6     | Норвегия  | 0      | 0       | 3      | 3     |
| Всего | Всего     | 8      | 8       | 8      | 24    |